# Фотографски проявител
Фотографският проявител или просто проявител е химически препарат (най-често органичен редуциращ агент), който прави латентния (невидим) образ запечатан на фотографски филм или плака, видим.
Проявителят редуцира до метално сребро онези плащи от сребърни соли, които са били изложени на светлина и те остават като черен слой (почерняване). Като цяло, колкото по-дълго време експонираната фотографска плака стои в проявител, толкова по-тъмно е полученото изображение, толкова по-голямо е почерняването на фотографската емулсия.